# Богуцький Мусій Кирилович
Мусій Кирилович Богуцький (10 вересня 1920, Одеса — 13 грудня 1982, Київ) — український радянський письменник, критик, член Спілки письменників СРСР з 1963 року.

## Біографія
Народився 10 вересня 1920 року в Одесі. Закінчив Одеський педагогічний інститут. Учасник радянсько-німецької війни, воював під Москвою і Сталінградом, нагороджений медалями.
В 1951 році закінчив аспірантуру Київського університету. Працював у видавництві «Радянський письменник», в редакціях газет «Радянський Крим» і «Вечірній Київ» та журналів «Дніпро», «Веселка», в Товаристві книголюбів Україні.

Могила Мусія Богуцького

Жив у Києві. Був одружений та виховував доньку. Помер 13 грудня 1982 року. Похований на Байковому кладовищі.

## Творчість
Автор нарису про поета Андрія Малишка «Дзвінке слово поета», кількох сценаріїв документальних фільмів, в тому числі про Володимира Сосюру «Так ніхто не кохав».